# Putrefacció

Evolució d'un préssec amb imatges preses cada dotze hores

La putrefacció o la descomposició és el procés pel qual la matèria anteriorment viva degenera per arribar a una forma més simple de matèria, la matèria mineral. La putrefacció fa referència concreta a la proliferació microbiana dins d'un cos.
El fenomen evoluciona en el temps en funció de la relació carboni/nitrogen (C/N) de la matèria en fase de descomposició, de la disponibilitat d'oxigen i de la temperatura.
El procés de la descomposició és essencial per reciclar la matèria que és finita i ocupa espai físic dins un bioma. Els cossos dels organismes vius comencen a descompondre's poc després de la seva mort. Malgrat que dos organismes no es descompondran de la mateixa manera, experimentaran la mateixa seqüència d'estadis de la descomposició. La ciència que estudia la descomposició és la tafonomia, paraula que deriva del grec taphos, que significa tomba.

## Descomposició en mamífers

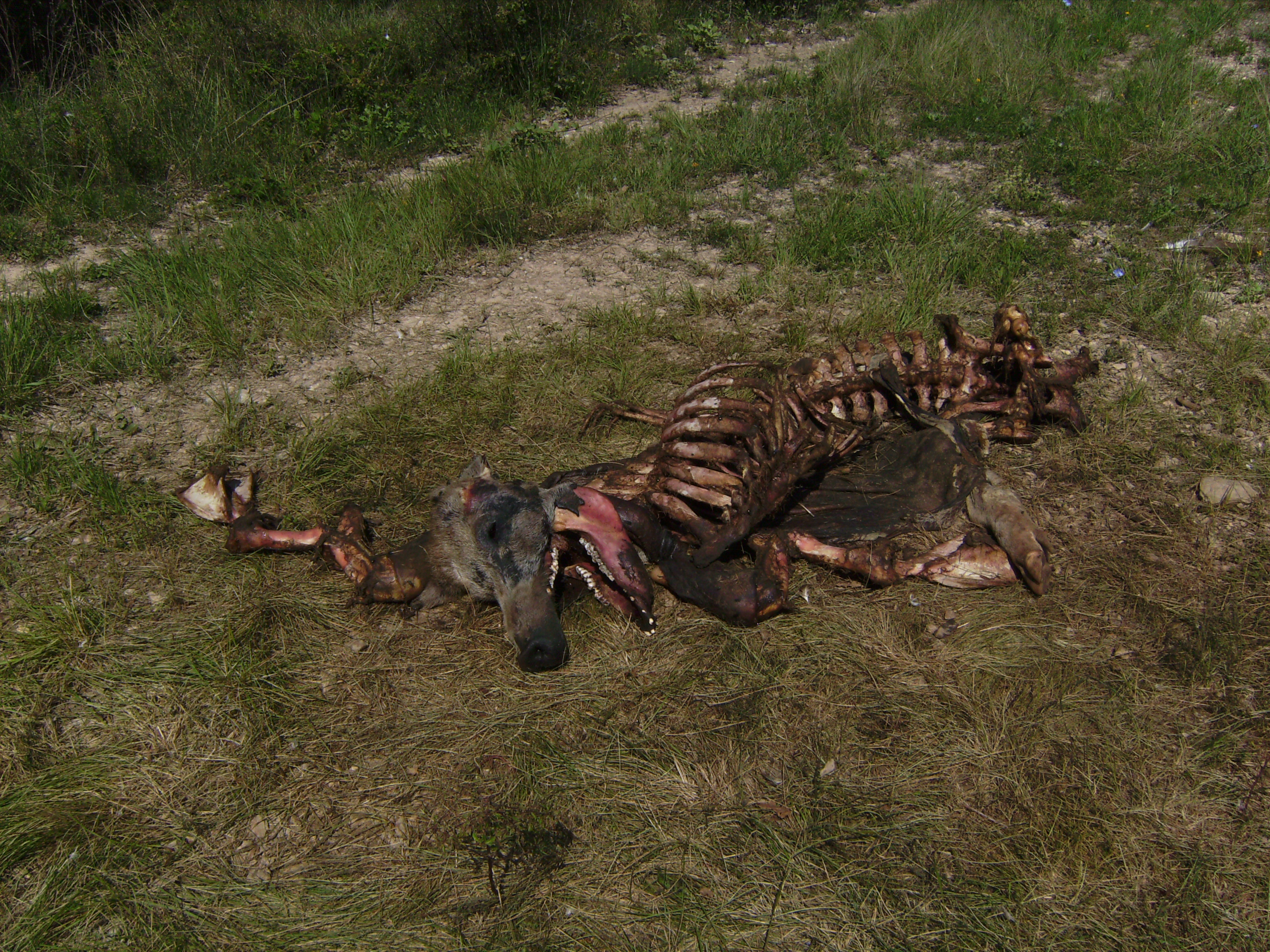
Cadàver de senglar en descomposició ja en l'estadi sec

Hi ha tres estadis del procés de descomposició en mamífers i humans: Fresc, Inflat, Degradació activa i avançada i Seca. Els estadis generals de descomposició van aparellats amb dos estadis de descomposició química: autòlisi i putrefacció.
FrescL'estadi de descomposició fresc comença immediatament després de la parada del cor. La sang ja no es bombeja i es crea una pèrdua de color al cos anomenada livor mortis. Poc després de la mort els teixits musculars passen a ser rígids i incapaços de fer la contracció, cosa que es coneix com a rigor mortis. Finalment el cos perd calor i es refreda en l'algor mortis. Hi ha canvis en el pH del cos causants de la pèrdua de la integritat cel·lular, s'alliberen enzims capaços de continuar la degradació pel procés d'autòlisi. Proliferen els organismes anaerobis que transformen carbohidrats, lípids i proteïnes en àcids orgànics i gasos com el metà i amoni entre d'altres. Els insectes necròfags (p. ex.: Lucillia, Calliphora, Sarcophaga carnaria, Necrobia rufipes) ponen els ous en el cos.
InflamentAquest estadi s'aprecia visualment, s'hi acumulen gasos per metabolisme anaeròbic. L'abdomen del cadàver s'infla. Els bacteris intestinals transformaran l'hemoglobina a sulfohemoglobina i altres pigments. El cos pot adquirir una aparença marmòria. Si els insectes tenen accés al cos se n'alimentaran, les ferides augmentaran la velocitat de la descomposició
Degradació activaEn aquest estadi hi ha gran pèrdua de massa del cos.
Degradació avançadaEn aquest estadi com hi ha hagut gran pèrdua de massa del cos s'inhibeix en gran part la descomposició.
SecHi resten del cos la pell seca, els cartílags i els ossos.

## Descomposició de les plantes
La descomposició de les plantes passa per molts estadis. Comença amb la pèrdua d'aigua; els compostos de carboni més solubles s'alliberen a l'exterior en aquest procés. Un altre procés físic és la fragmentació del material de la planta en trossos més petits que ofereixen més superfície per la colonització i atac dels microbis. En les plantes mortes més petites aquest procés el porten principalment per la fauna d'invertebrats del sòl, mentre que en plantes més grosses són principalment els insectes i fongs paràsits. Els detritus de la planta (cel·lulosa hemicel·lulosa, productes microbians i lignina) experimenten alteració química per part de microbis. Els diferents tipus de compostos es descomponen a taxes diferents. Això depèn de la seva estructura química, per exemple la lignina és relativament resistent a la decomposició i ho pot ser per certs fongs. La temperatura determina la velocitat de la descomposició, com més alta serà més ràpida. Amb la descomposició de les plantes sempre s'allibera diòxid de carboni.